# الإعجاز التواصلي في القرآن
الإعجاز التواصلي هو أحد أنواع الإعجاز في القران الكريم والذي يعني استخدام القرآن للأسلوب الأمثل في التواصل والتأثير والإقناع ومراعاة حال المخاطبين، كما يمكن وصفه بأنه يفهم من الأمي والعادي والمثقف والعالم، من قرائه من قبل ألف سنة إلى الآن، أول من صنف فيه الخطيب عمر عبد الكريم إذ وضح أن في القرآن أساليب تغطي أساليب عرفناها ولم نعرفها عن التواصل، أساليب سمعية بصرية وحسية، من كسر الجمود والتمهيد للجو، والمراعاة المثلى لحال المخاطب كقارون وفرعون والنمرود، بالإضافة إلى تناغم واستخدام أمثل لنظام الصوتيات في التواصل.

منذ ذلك الوقت ليومنا الحاضر قد أدرك أصحاب اللغة مقدار قوة الأسلوب القرآني وحلاوته، ولم يدركه إلا من كان مرهف الحس، وهذا الذي حدا بأحد المختصين أن يقول بأن الذي أحس به من ذلك الأسلوب معنى لا يمكن تفسيره. وقد قرر أيو سليمان الخطابي من قبلهِ عدم قدرة العلماء عن إبراز تفاصيل وجوه الإعجاز فقال:
 وقال العلامة ابن خلدون:
 وقال عبد المجيد الزنداني: